# Little Current
Little Current är en ort i Kanada.   Den ligger i provinsen Ontario, i den sydöstra delen av landet, 500 km väster om huvudstaden Ottawa. Little Current ligger 190 meter över havet och antalet invånare är 2 156.
Terrängen runt Little Current är platt. Trakten är glest befolkad. Det finns inga andra samhällen i närheten. 